# Brian Krzanich

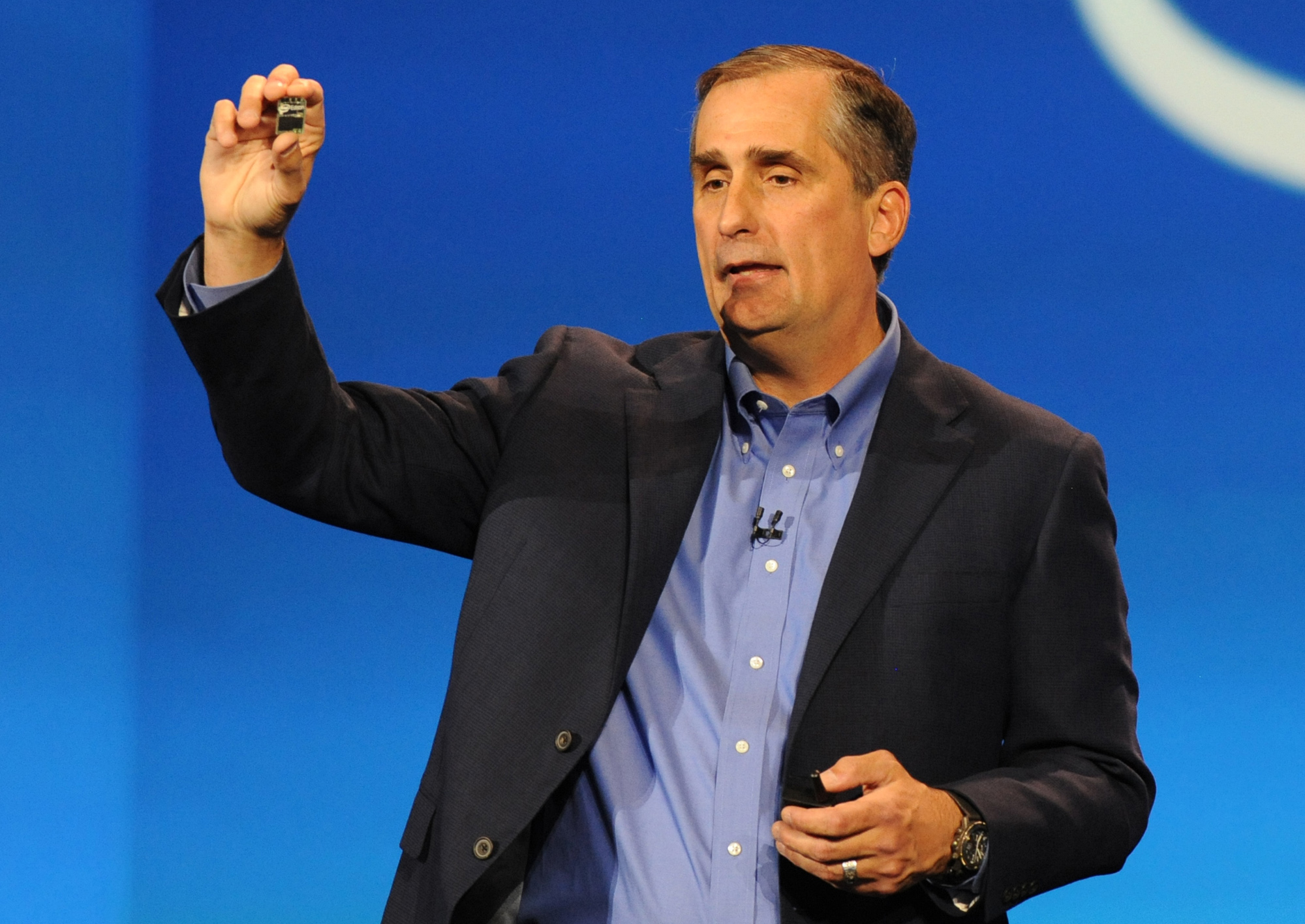

Brian Krzanich (9 de mayo de 1960 (64 años) es un empresario estadounidense,fue director ejecutivo de Intel. Fue elegido para suceder a Paul Otellini, el 2 de mayo de 2013, y asumió su cargo el 16 de mayo de 2013, convirtiéndose en el sexto director ejecutivo de la empresa. Está vinculado a la compañía desde el año 1982. Hasta el momento de asumir ocupaba el cargo de COO, es decir, el responsable de operaciones; puesto al que llegó en enero de 2012.
Krzanich obtuvo una licenciatura en química de la Universidad Estatal de San José. Se unió a Intel en 1982 en Nuevo México como ingeniero. Fue ascendido a director de operaciones en enero de 2012.